# Rhododendron hemsleyanum
Rhododendron hemsleyanum là một loài thực vật có hoa trong họ Thạch nam. Loài này được E.H. Wilson miêu tả khoa học đầu tiên năm 1910.

## Hình ảnh

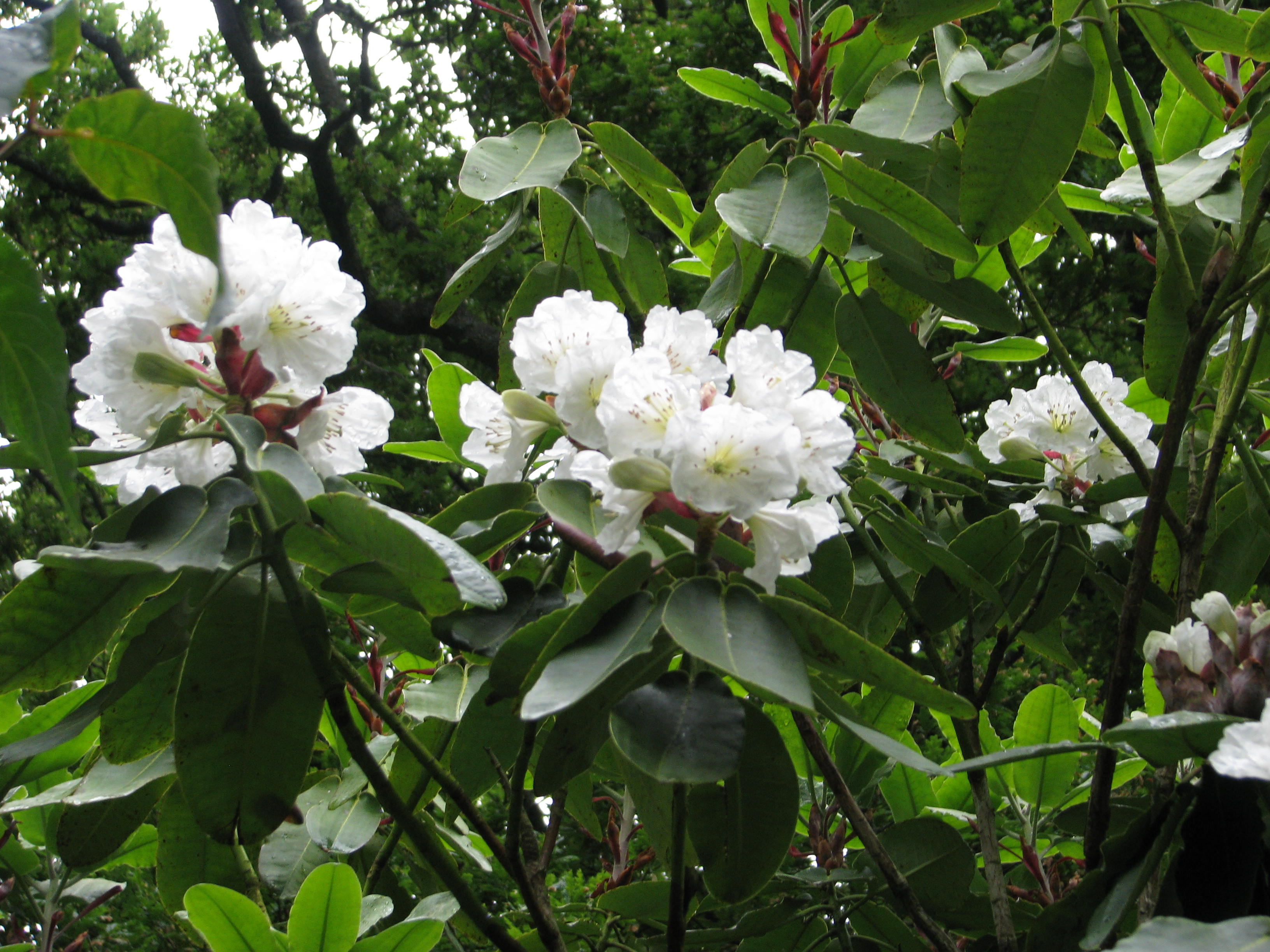
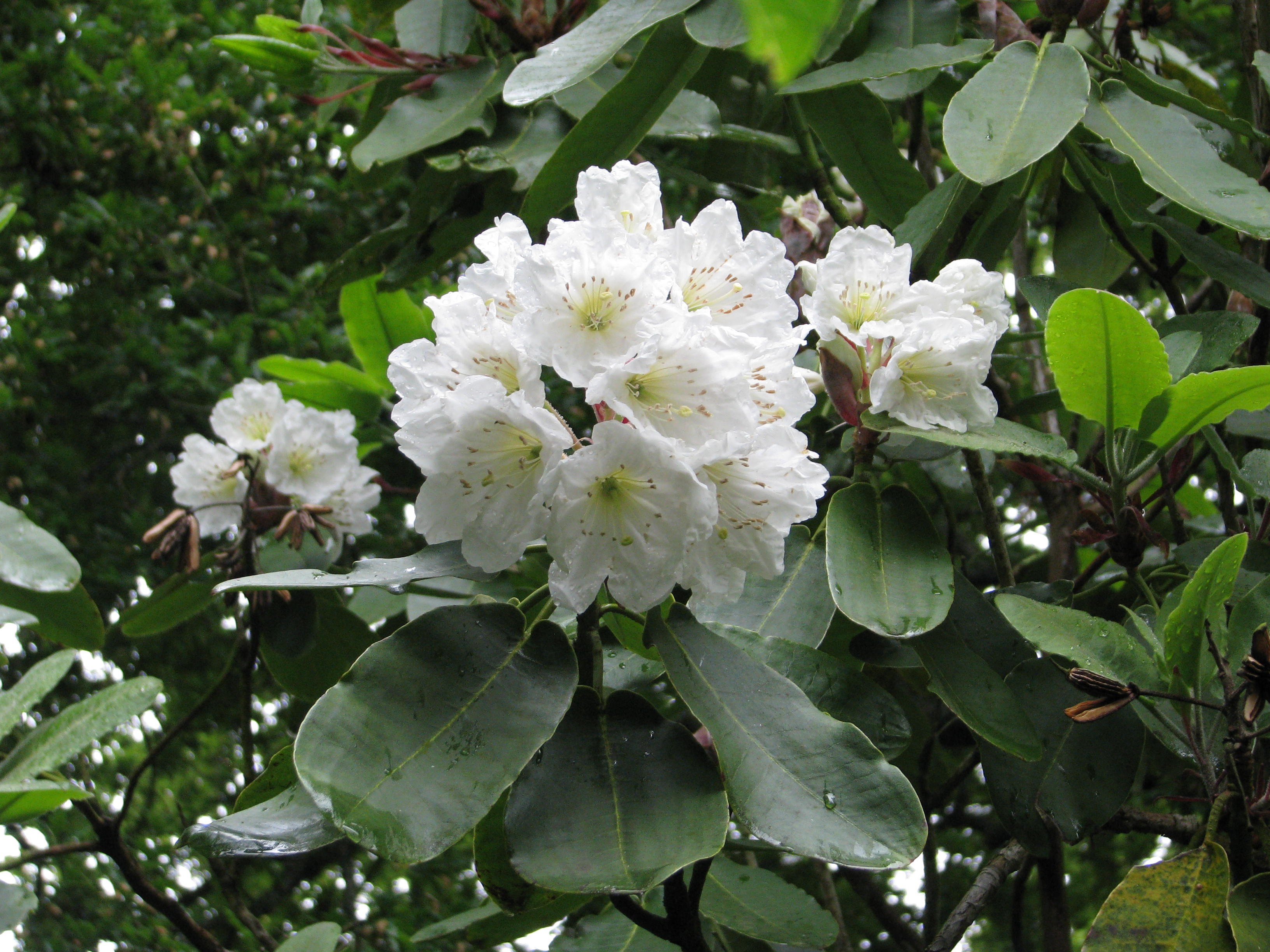